# 1200-е годы до н. э.
1200-е (ты́сяча двухсо́тые) го́ды до на́шей э́ры по пролептическому юлианскому календарю — промежуток времени с 1 января 1209 года до н. э. по 31 декабря 1200 года до н. э., включающий с 1209 по 1201 годы 10-го десятилетия XIII века и 1200 год 1-го десятилетия XII века 2-го тысячелетия до н. э. Им предшествовали 1210-е годы до н. э., за ними следовали 1190-е годы до н. э. Они закончились 3225 лет назад.

## События
- 1207 год до н. э. — Фараон Мернептах провозглашает победу над народом Израиля.
- 1206 год до н. э. — Ориентировочная дата начала Катастрофы бронзового века, в период миграции, беспорядков и разрушений в Средиземноморье и Ближнем Востоке.
- 1204 год до н. э. — Тесей легендарный царь Афин, свергнут после 30 лет царствования и его сменяет Менесфей, правнук Эрехтея 2 из Афин и второй двоюродный брат отца Тесея Эгей. Менесфей, как сообщалось, помогал Кастору и Полидевку из Спарты, которые хотели вернуть свою сестру Елену с её первым мужем Тесеем. Тесей ищет убежища в Скиросе, царь которого Ликомед являлся его давним другом и союзником. Однако Ликомед полагает что, его визит представляет угрозу для его трона, и готовится убить его (Прочие источники смещают это событие на 10 лет ранее. См 1210-е годы до н. э.)
- 1200 до н. э. — Древнейшие письмена, сохранившиеся в Древнем Китае.
- 1200 до н. э. — Появление колесниц в Древнем Китае.
- 1200 до н. э. — Начало Железного века в странах Ближнего Востока, Средиземноморья, и Индии.
- 1200 до н. э. — Падение власти Хеттов в Малой Азии с разрушением их столицы Хаттуса.
- 1200 до н. э. — Массовая миграция людей по всему Средиземноморью и Ближнему Востоку. См Народы моря для дополнительной информации.
- 1200 до н. э. — Арамейские кочевники и Халдеи становятся значительной угрозой для бывшей Вавилонской и Ассирийской империй.
- 1200 до н. э. — Миграция и экспансия Дорийских Греков. Уничтожение Микенского города Пилос.
- 1200 до н. э. — Срубная культурно-историческая общность расширяется от нижнего Поволжья, для покрытия всего Северного Причерноморья.
- 1200 до н. э. — Начало культуры Ольмеков и её процветания в Центральной Америке.
- 1200 до н. э. — Начало процветания Сан Лоренсо Теночтитлан.
- 1200 до н. э. — Древние цивилизации народов пуэбло в Северной Америке (приблизительная дата).
- 1200 до н. э. — Битва в долине реки Толлензе в Северной Германии.[1]